# Moechotypa angustifrons
Moechotypa angustifrons là một loài bọ cánh cứng trong họ Cerambycidae.